# بيتر ستيغر
بيتر ستيغر (بالإنجليزية: Peter Steiger)‏ مواليد 23 يناير 1960 في سويسرا، هو دراج سويسري سابق.

## الميداليات
| منافس من سويسرا                           | منافس من سويسرا                           | منافس من سويسرا                           | منافس من سويسرا |
| بطولة العالم لسباق مطاردة الدراجة النارية | بطولة العالم لسباق مطاردة الدراجة النارية | بطولة العالم لسباق مطاردة الدراجة النارية |                 |
| ----------------------------------------- | ----------------------------------------- | ----------------------------------------- | --------------- |
| فضية                                      | بطولة العالم للدراجات على المضمار 1990    | محترفين                                   |                 |
| فضية                                      | بطولة العالم للدراجات على المضمار 1991    | محترفين                                   |                 |
| ذهبية                                     | بطولة العالم للدراجات على المضمار 1992    | محترفين                                   |                 |

## روابط خارجية
- بيتر ستيغر على موقع أرشيف الدراجات (الإنجليزية)
- بيتر ستيغر على موقع إحصائيات الدراجات الإحترافية (الإنجليزية)